# Орешница
Орешница е село в Южна България. То се намира в община Кърджали, област Кърджали.

## География
Отстои на 15 км североизточно от гр. Кърджали, на 27 км в същата посока от гр. Момчилград, на 42 км южно от Хасково и на 248 км югоизточно от столицата София. Съседното село Широко поле се намира на 7 км южно, а село Чифлик – на 11 км източно.
Село Орешница се намира в Източните Родопи, край язовир Студен кладенец. Надморската му височина е 438 м. Редовен автобусен транспорт го свързва с околните населени места.
Населението наброява приблизително 140 души.
Орешница е електрифицирано и водоснабдено село, с относително добра инфраструктура. Тук има джамия. Най-близките пощенски клон, читалище, основно училище, детска градина и стоматолог са в село Широко поле. За здравето на населението се грижи един общопрактикуващ лекар в село Чифлик. Болнични заведения има в гр. Кърджали.

## Население
Численост и дял на етническите групи според преброяването на населението през 2011 г.:
|                     | Численост | Дял (в %) |
| Общо                | 168       | 100,00    |
| Българи             | 0         | 0,00      |
| Турци               | 160       | 95,23     |
| Цигани              | 0         | 0,00      |
| Други               | 0         | 0,00      |
| Не се самоопределят | 0         | 0,00      |
| Неотговорили        | 8         | 4,76      |

## Забележителности и туризъм
Край село Скалище /4 км южно/ може да бъде посетен средновековен некропол от X-XIII век. Намира се на 300 м над останките на средновековна църква с гробница, проучвана през 70-те години. Разположен е на брега на река Буюк дере (Голямото дере), приток на Арда.
В землищата на селата Звезделина /7 км югоизточно/ и Висока поляна /11 км югоизточно/ се намира защитена местност Средна Арда. Обявена е за такава с цел опазване на редки и застрашени видове растения и животни и съхраняване на забележителен ландшафт. Защитената местност е част от Орнитологично важното място (ОВМ) „Студен Кладенец“, имащо световно природозащитно значение.
Над село Широко поле се издига средновековната крепост „Моняк“ – една от най-големите и високо разположени крепости в Родопите. Тук се е помещавал военен гарнизон, а в крепостта населението от селищата по поречието на река Арда е намирало убежище по време на военни действия. До крепостта има маркирана пътека още след изхода от гр. Кърджали в посока гр. Хасково. Обектът е устроен за туризъм.